# کلریت

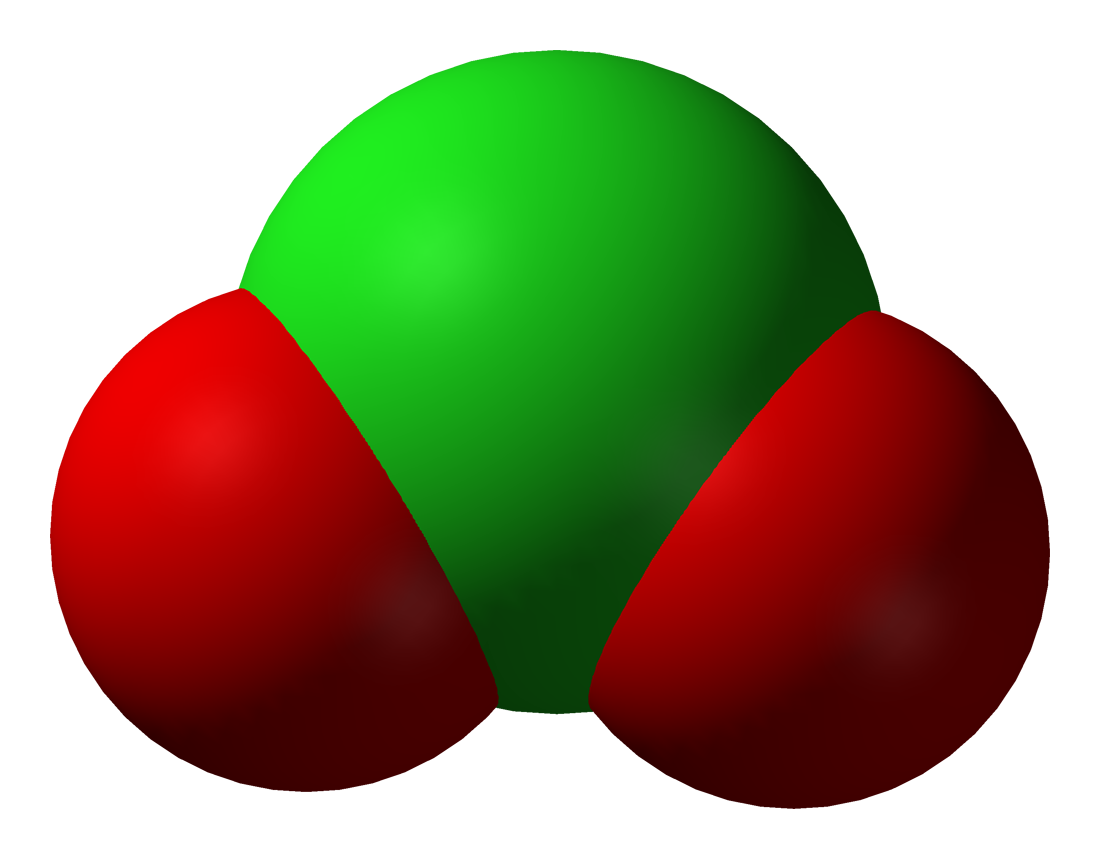
مدل فضاپرکن یون کلریت

کلریت(به انگلیسی: Chlorite) یک آنیون چند اتمی حاوی اتم‌های کلر و اکسیژن است که فرمول شیمیایی آن ClO2− می‌باشد و در آن کلر دارای عدد اکسایش ۳+ است.